# جوزيف تواضروس
جوزيف تواضروس (مواليد 1983 في القاهرة، مصر) هو العود القبطي الاسترالي. في حفل توزيع جوائز جوائز أريا الموسيقية لعام 2012، فاز بجائزة أفضل ألبوم عالمي للموسيقى عن كونشيرتو أوف ذا جريتر، وفاز بنفس الفئة في عام 2013 عن الحرباء من الظل الأبيض وفي عام 2014 عن فيلم Permission to Evaporate.

## سيرة شخصية
هاجرت عائلته من مصر إلى أستراليا عندما كان في الثالثة من عمره. في البداية انجذب إلى البوق، قرر أن يتعلم العود عندما كان في الثامنة من عمره، بعد مشاهدة فيلم عن الموسيقي المصري سيد درويش. تم تدريبه بشكل كلاسيكي، بعد أن أكمل بكالوريوس الموسيقى في جامعة نيو ساوث ويلز، حيث حصل على زمالة فريدمان للموسيقى الكلاسيكية. في عام 2000، درس أيضًا في مصر مع عازف الكمان عيسوي داغر، نجل عازف الكمان الأسطوري عبده داغر. خلال السنوات التي تلت ذلك، أمضى ثلاثة أشهر في السنة في مصر وتعلمت العزف على الآلات الأخرى: الخيزران الناي الناي، وآلة القانون العربية عملية فرض القانون والتشيلو. فاز بجائزة صناعة التسجيل الأسترالية في عام 2012 لأفضل ألبوم موسيقي عالمي. تم ترشيحه تسع مرات من قبل، دون الفوز. فاز بها مرة أخرى في عامي 2013 و 2014.

## قلم المدقة
يمكن وصف أسلوب جوزيف توادروس بأنه انتقائي. وفقًا لصحيفة سيدني مورنينج هيرالد، «لقد أخرج العود من محيطه التقليدي في الشرق الأوسط وفي عالم الموسيقى الكلاسيكية والجاز». «لا أحب اللعب في نوع خاص، أنا أحب كل أنواع الموسيقى»، يشرح تاوادروس. «أحاول تسجيل ألبوم سنويًا وأخرى مختلفة تمامًا عن الألبوم السابق». تعاون مع موسيقيين مثل جون أبركرومبي، جاك دي جونيت، روي آيرز، بيلا فليك، جوي دي فرانشيسكو، أوركسترا تشامبر الأسترالي وأكاديمية الموسيقى القديمة.
جوزيف تاوادروس يعزف 52 أغنية في ألبومه «الموسيقى العالمية» (بما في ذلك العود والقانون والساز والكمان والعازف والجيتار البرتغالي والكتريك باس والكليمبا والأكورديون) وشقيقه جيمس 11 آلات الإيقاع.

## أعماله

### ألبومات
- 2004 - حكواتي (منفرد العود)
- 2005 - روحاني (مع بوبي سينغ)
- 2006 - رؤى (مع جيمس توادروس)
- 2007 - عيد الغطاس (مع جيمس توادروس وبن رودجرز)
- 2008 - Angel (مع James Tawadros و Matt McMahon و Dimitri Vouras)
- 2009 - النبي - موسيقى مستوحاة من شعر خليل جبران (عازف منفرد)
- 2010 - The Hour of Separation (مع James Tawadros (req)، وجون أبركرومبي (الإيتار الكهربائي)، و جون باتيتوتشي (double bass)، و جاك ديجونيت (ضيف خاص على الطبول على أربعة مسارات)
- 2011 - فرقة الأخوة (مع ليونارد غريغوريان وسلافا غريغوريان وجيمس تاوادروس)
- 2012 - كونشرتو البحر الأعظم (مع ريتشارد توجنيتي (كمان) وأوركسترا الغرفة الأسترالية، جيمس توادروس (req and bendir)، مات مكماهون (بيانو)، كريستوفر مور (فيولا)
- 2013 - الحرباء من الظل الأبيض (مع بيلا فليك (بانجو)، روي آيرز (vibraphone)، ريتشارد بونا (الكتريك باس)، جوي دي فرانشيسكو (عضو هاموند)، جيمس توادروس (req و bendir)، جان لويس ماتينير (الأكورديون)
- 2014 - إذن بالتبخر (مع كريستيان ماكبرايد (موسيقى الجهير المزدوجة) ومات ماكماهون (البيانو) ومايك ستيرن (الجيتار الكهربائي) وجيمس تاوادروس (مسجّل وبندر)
- 2015 - محبي البحث عن الحقيقة والمحاربين (مع جيمس كراب (الأكورديون)، وجيمس غريننغ (الترومبون)، ومات ماكماهون (بيانو) وجيمس تاوادروس (مسجّل وبندير)
- 2016 - الموسيقى العالمية (مع جوزيف توادروس (52 آلة، بما في ذلك عود القانون، والعزف على الكمان، وساز) وجيمس تاوادروس (11 آلة موسيقية للإيقاع بما في ذلك req و bendir and cajon)
- 2017 - حفل زفاف علي - موسيقى تصويرية (مع سلافا غريغوريان، ليئور، نايجل ويستليك وأوركسترا سيدني سيمفوني)
- 2017 - مباشر في Abbey Road (مع James Tawadros)
- 2018 - بلوبيرد، الصوفي والخداع

### عشرات الموسيقية
- أتذكر 1948 (فيلم وثائقي)
- آخر أيام ياسر عرفات (فيلم وثائقي)
- حنين (فيلم قصير)
- نقطة تفتيش (فيلم قصير)

## روابط خارجية
- جوزيف تواضروس على موقع ميوزك برينز (الإنجليزية)
- جوزيف تواضروس على موقع ديسكوغز (الإنجليزية)
- الموقع الرسمي
- مقابلة وأبرز حفل موسيقي في مهرجان سراييفو للجاز 2011